# 诺德勒斯
诺德勒斯（Nordnes）是挪威卑尔根市中心的一个半岛和街区。

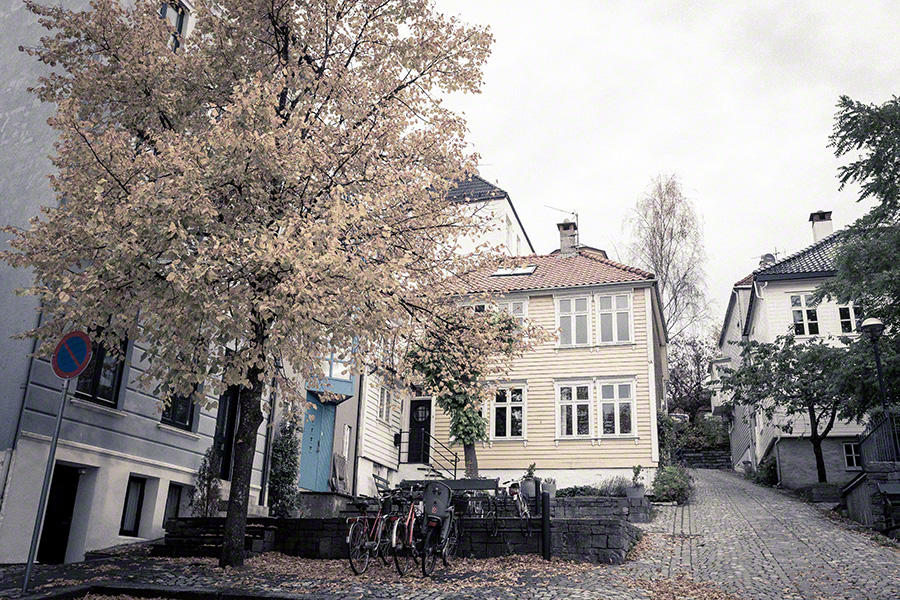

环绕半岛的是瓦根灣（Vågen）、小镇峡湾（Byfjorden）和Puddefjorden。卑尔根水族馆位于半岛顶端。挪威海洋研究所和腓特烈堡要塞也位于诺德勒斯。新教堂位于该街区。
诺德勒斯街区包括半岛的大约50％。诺德勒斯半岛上另有Strandsiden、Verftet街区 ,以及Nøstet街区的一部分。
诺德勒斯设有室外温水游泳池，从5月18日到9月1日开放。